# 24-Stunden-Rennen von Spa-Francorchamps

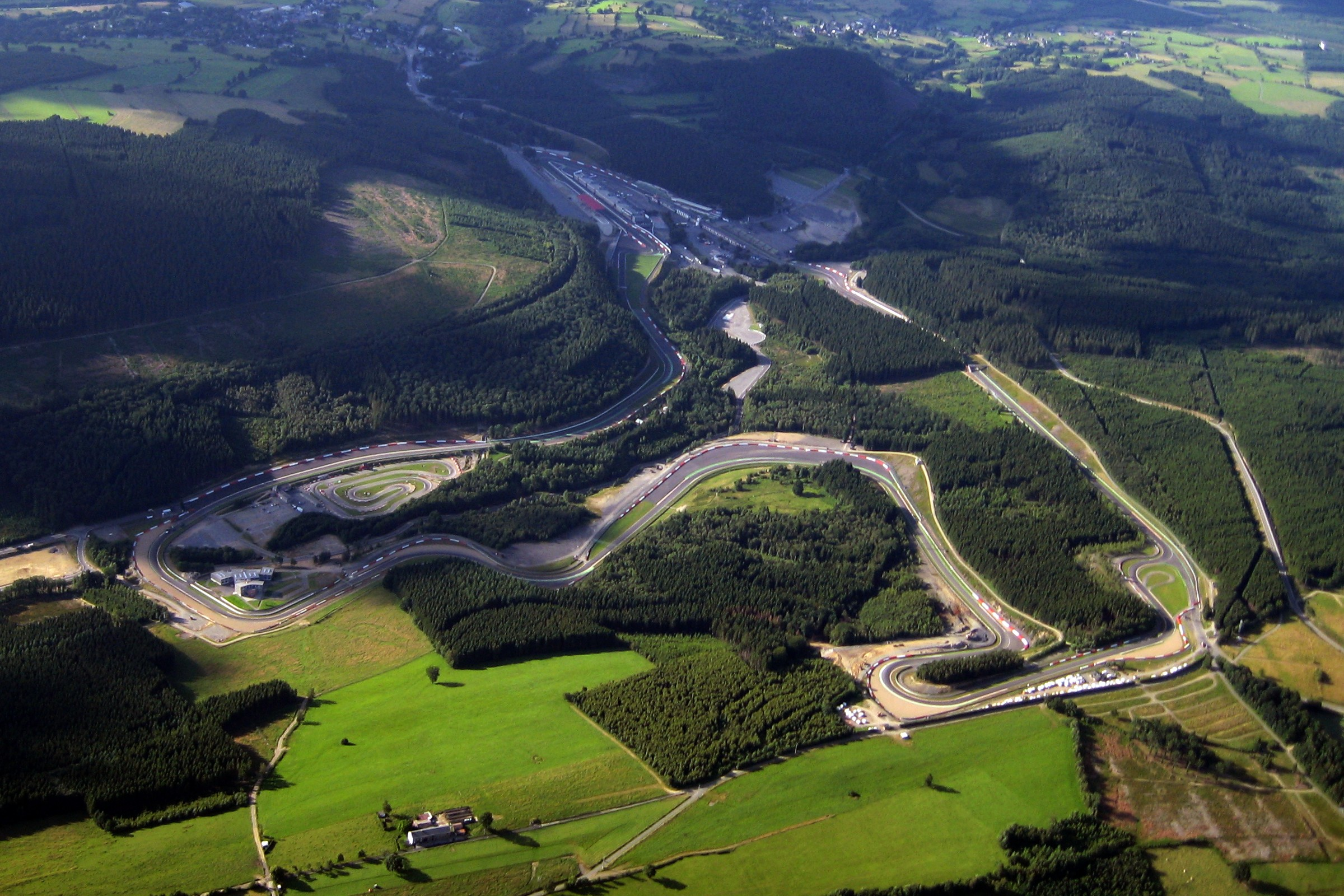
Rennstrecke (2008)

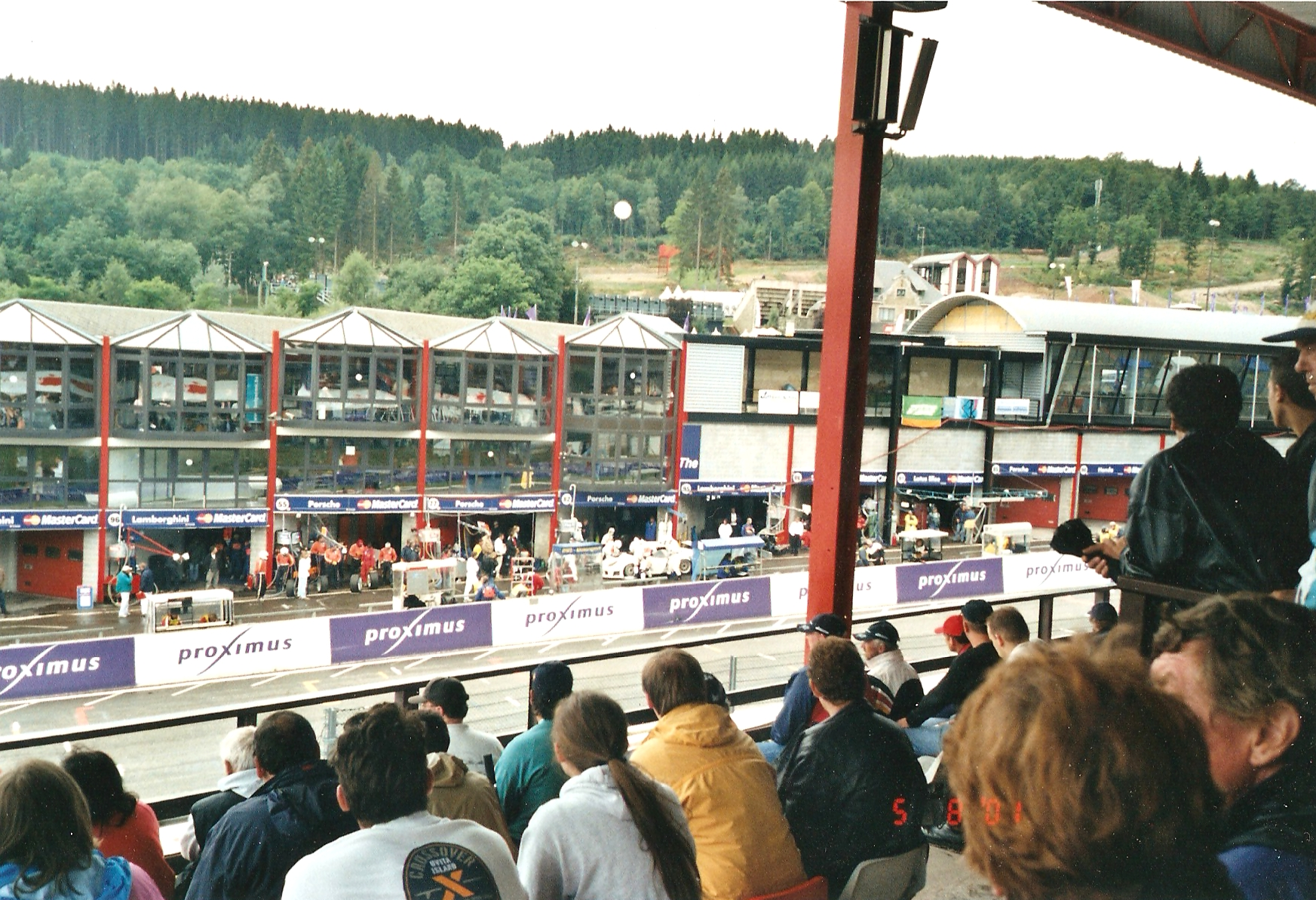
24-Stunden-Rennen 2001

Mercedes-AMG GT beim 24-Stunden-Rennen 2017

Das 24-Stunden-Rennen von Spa-Francorchamps für Automobile (es gab von 1971 bis 2003 als 24-Stunden-Motorradrennen von Lüttich auch eines für Motorräder) (kurz auch 24 Spa, Spa 24 oder Spa 24 Stunden) ist ein Langstreckenrennen für Tourenwagen und GT-Sportwagen, das auf der Rennstrecke von Spa-Francorchamps in Belgien ausgetragen wird.

## Geschichte
Nach einer Idee von Jules de Their und Henri Langlois Van Ophem wurde das Rennen erstmals 1924, nur ein Jahr nach dem 24-Stunden-Rennen von Le Mans, auf einem 14,863 km langen Kurs auf öffentlichen Straßen zwischen Francorchamps, Malmedy und Stavelot vom Königlichen Automobil Club Belgien veranstaltet. 1979 wurde die Strecke auf 6,976 km verkürzt.
Die Spa 24 Stunden waren von 1966 bis 1973 Bestandteil der Tourenwagen-Europameisterschaft und der Sportwagen-Weltmeisterschaft 1953 und 1981. Wie auch auf dem Nürburgring wird ein 24-Stunden-Rennen und ein 1000-km-Rennen abgehalten; das Rennen 1000-km-Rennen von Spa-Francorchamps wurde 1966 eingeführt, das seit 2011 als 6-Stunden-Rennen ausgetragen wird.
Die Palette der teilnehmenden Fahrzeuge reichte vom russischen Moskwitsch-412 und NSU Prinz TTS mit 996 cm³ bis zum luxuriösen Mercedes-Benz 300 SEL 6.3 mit V8-Maschine, aufgebaut von AMG zur so genannten Roten Sau (Red Pig). Dieses schwere und schnelle Fahrzeug mit 6.834 cm³ und 420 PS wurde lediglich deswegen 1971 „nur“ Zweiter, da häufiges Tanken notwendig und der Reifenverschleiß hoch war.
Danach war das Rennen bis 2000 nicht Teil einer Rennserie, jedoch wurden weiterhin Tourenwagen aus verschiedenen nationalen und internationalen Meisterschaften eingesetzt. Ab 2001 änderte sich die Situation, als das 24-Stunden-Rennen in das Programm der FIA-GT-Meisterschaft aufgenommen wurde. Von da an waren ausschließlich Gran Turismos startberechtigt. Bis zum Ende der FIA GT blieb das Rennen der Saisonhöhepunkt der Meisterschaft. Da die aus der FIA GT entstandene GT1-Weltmeisterschaft setzte ausschließlich auf Sprintrennen. Die zunächst vorgesehene FIA GT2-Europameisterschaft wurde indes wegen fehlendem Interesse seitens der Teams nicht realisiert. Der Lauf wurde daher als einziges Rennen der Saison als FIA GT2 Europacup ausgeschrieben, bei dem neben GT2-Fahrzeugen auch eine Reihe von anderen GT-Wagen zugelassen waren. 2011 gründete der Serienorganisator SRO Motorsports Group die GT-Langstreckenserie Blancpain Endurance Series, die das Rennen bereits in der Debütsaison in den Kalender aufnahm.

## Trivia
Mit der Teilnahme der Schweizerin Lilian Bryner auf dem erfolgreichen Ferrari 550 vom Team BMS Scuderia Italia gewann 2004 erstmals in der Geschichte von 24-Stunden-Rennen eine Frau in einem GT-Rennwagen mit mehr als 500 PS. 1996 und 1997 gewann Sabine Reck das 24-Stunden-Rennen auf dem Nürburgring in einem BMW M3 Gruppe-N-Tourenwagen mit 321 PS.
2020 wurde das Rennen aufgrund der COVID-19-Pandemie auf den 24. und 25. Oktober verlegt. Da an diesem Wochenende auch die Zeit umgestellt wird, sollte das 24-Stunden-Rennen von Spa-Francorchamps in diesem Jahr über eine Distanz von 25 Stunden gehen. Am 6. Oktober wurde jedoch bekannt gegeben, dass das Rennen nun doch nur über die ursprünglich geplanten 24 Stunden gehen wird.

## Gesamtsieger
| Jahr | Team                                | Gesamtsieger                                                         | Fahrzeug                          | Distanz       | Meisterschaft                             |
| ---- | ----------------------------------- | -------------------------------------------------------------------- | --------------------------------- | ------------- | ----------------------------------------- |
| 1924 | Automobiles Bignan                  | Henri Springuel Maurice Béquet                                       | Bignan 2 Litre Sport              | 1879,992 km   | zählte zu keiner Meisterschaft            |
| 1925 | Chenard & Walcker                   | André Lagache René Léonard                                           | Chenard-Walcker Type U 22CV Sport | 2203,920 km   | zählte zu keiner Meisterschaft            |
| 1926 | Société des Automobiles Peugeot     | André Boillot Louis Rigal                                            | Peugeot 174S                      | 2294,600 km   | zählte zu keiner Meisterschaft            |
| 1927 | Société des Automobiles Excelsior   | Robert Sénéchal Nicolas Caerels                                      | Excelsior Adex C Sport            | 2203,200 km   | zählte zu keiner Meisterschaft            |
| 1928 | Soc. Anon. Alfa Romeo               | Boris Iwanowski Attilio Marinoni                                     | Alfa Romeo 6C 1500SS              | 2463,900 km   | zählte zu keiner Meisterschaft            |
| 1929 | Soc. Anon. Alfa Romeo               | Robert Benoist Attilio Marinoni                                      | Alfa Romeo 6C 1750 SS             | 2441,200 km   | zählte zu keiner Meisterschaft            |
| 1930 | Soc. Anon. Alfa Romeo               | Pietro Ghersi Attilio Marinoni                                       | Alfa Romeo 6C 1750GS              | 2624,640 km   | zählte zu keiner Meisterschaft            |
| 1931 | Dimitri Djordjadze                  | Goffredo Zehender Dimitri Djordjadze                                 | Mercedes-Benz SSK                 | 2543,750 km   | zählte zu keiner Meisterschaft            |
| 1932 | Scuderia Ferrari                    | Antonio Brivio Eugenio Siena                                         | Alfa Romeo 8C 2300MM              | 2758,920 km   | zählte zu keiner Meisterschaft            |
| 1933 | Scuderia Ferrari                    | Louis Chiron Luigi Chinetti                                          | Alfa Romeo 8C 2300 „Monza“        | 2806,316 km   | zählte zu keiner Meisterschaft            |
| 1936 | Scuderia Ferrari                    | Raymond Sommer Francesco Severi                                      | Alfa Romeo 8C 2900A Compr.        | 3001,032 km   | zählte zu keiner Meisterschaft            |
| 1938 | Alfa Corse                          | Carlo Maria Pintacuda Francesco Severi                               | Alfa Romeo 8C 2900A Compr.        | 2996,632 km   | zählte zu keiner Meisterschaft            |
| 1948 | Aston Martin                        | Jock Horsfall Leslie Johnson                                         | Aston Martin DB1                  | 2863,488 km   | zählte zu keiner Meisterschaft            |
| 1949 | Luigi Chinetti                      | Jean Lucas Luigi Chinetti                                            | Ferrari 166MM                     |               | zählte zu keiner Meisterschaft            |
| 1953 | Scuderia Ferrari                    | Giuseppe Farina Mike Hawthorn                                        | Ferrari 375MM                     | 3671,000 km   | Sportwagen-Weltmeisterschaft              |
| 1964 | Daimler-Benz AG                     | Robert Crevits Gustave Gosselin                                      | Mercedes-Benz 300SE               | 3962,100 km   | zählte zu keiner Meisterschaft            |
| 1965 | BMW AG                              | Pascal Ickx Gérard Langlois van Ophem                                | BMW 1800 TISA                     | 3812,591 km   | zählte zu keiner Meisterschaft            |
| 1966 | BMW AG                              | Hubert Hahne Jacky Ickx                                              | BMW 2000TI                        | 4048,368 km   | Tourenwagen-Europameisterschaft           |
| 1967 | Jean-Pierre Gaban                   | Jean-Pierre Gaban Noël van Assche                                    | Porsche 911                       | 4052,883 km   | Tourenwagen-Europameisterschaft           |
| 1968 | Auto Kremer Racing Team             | Helmut Kelleners Willi Kauhsen Erwin Kremer                          | Porsche 911                       | 4004,827 km   | Tourenwagen-Europameisterschaft           |
| 1969 | Écurie Sonauto                      | Guy Chasseuil Claude Ballot-Léna                                     | Porsche 911                       | 4272,231 km   | Tourenwagen-Europameisterschaft           |
| 1970 | BMW-Alpina                          | Helmut Kelleners Günther Huber                                       | BMW 2800 CS                       | 4252,407 km   | Tourenwagen-Europameisterschaft           |
| 1971 | Ford Köln                           | Dieter Glemser Àlex Soler-Roig                                       | Ford Capri RS                     | 4385,100 km   | Tourenwagen-Europameisterschaft           |
| 1972 | Ford Köln                           | Jochen Mass Hans-Joachim Stuck                                       | Ford Capri RS 2600                | 4498,436 km   | Tourenwagen-Europameisterschaft           |
| 1973 | BMW Motorsport                      | Toine Hezemans Dieter Quester                                        | BMW 3.0 CSL                       | 4422,980 km   | Tourenwagen-Europameisterschaft           |
| 1974 | Luigi Racing                        | Pierre Dieudonné Jean Xhenceval Alain Peltier                        | BMW 3.0 CSi                       | 4147,289 km   | Trophée de l’Avenir                       |
| 1975 | Luigi Racing                        | Pierre Dieudonné Jean Xhenceval Hughes de Fierlant                   | BMW 3.0 CSi                       | 4249,270 km   | zählte zu keiner Meisterschaft            |
| 1976 | Ecurie Jemeda Assoc. Interim        | Jean-Marie Détrin Charles van Stolle Nico Demuth                     | BMW 3.0 CSL                       | 4087,904 km   | Tourenwagen-Europameisterschaft           |
| 1977 | Kinley BMW Castrol Juma             | Eddy Joosen Jean-Claude Andruet                                      | BMW 530i US                       | 4083,835 km   | zählte zu keiner Meisterschaft            |
| 1978 | Belga Castrol Team                  | Gordon Spice Teddy Pilette                                           | Ford Capri III 3.0S               | 4315,594 km   | zählte zu keiner Meisterschaft            |
| 1979 | Gordon Spice Racing                 | Jean-Michel Martin Philippe Martin                                   | Ford Capri III 3.0S               | 3083,632 km   | FIA-World-Challenge für Fahrer            |
| 1980 | Belga Castrol Team                  | Jean-Michel Martin Philippe Martin                                   | Ford Capri III 3.0S               | 2952,318 km   | FIA-World-Challenge für Fahrer            |
| 1981 | Mazda Motul TWR Team                | Pierre Dieudonné Tom Walkinshaw                                      | Mazda RX-7                        | 3183,952 km   | Sportwagen-Weltmeisterschaft              |
| 1982 | Bastos Joosen Juma                  | Hans Heyer Armin Hahne Eddy Joosen                                   | BMW 528i                          | 3132,224 km   | Tourenwagen-Europameisterschaft           |
| 1983 | Bastos Juma Racing Team             | Hans Heyer Armin Hahne Thierry Tassin                                | BMW 635CSi                        | 3386,232 km   | Tourenwagen-Europameisterschaft           |
| 1984 | TWR Jaguar Racing with Motul        | Hans Heyer Tom Walkinshaw Win Percy                                  | Jaguar XJ-S                       | 3055,485 km   | Tourenwagen-Europameisterschaft           |
| 1985 | BMW Belgium                         | Marc Surer Gerhard Berger Roberto Ravaglia                           | BMW 635CSi                        | 3470,000 km   | Tourenwagen-Europameisterschaft           |
| 1986 | BMW Belgium                         | Altfrid Heger Dieter Quester Thierry Tassin                          | BMW 635CSi                        | 3463,060 km   | Tourenwagen-Europameisterschaft           |
| 1987 | Waterloo Motors Lease Plan          | Jean-Michel Martin Didier Theys Eric van de Poele                    | BMW M3                            | 3338,140 km   | Tourenwagen-Weltmeisterschaft             |
| 1988 | BMW Motorsport GmbH                 | Altfrid Heger Dieter Quester Roberto Ravaglia                        | BMW M3 Evo                        | 3532,460 km   | Tourenwagen-Europameisterschaft           |
| 1989 | Bastos Racing Team                  | Gianfranco Brancatelli Bernd Schneider Win Percy                     | Ford Sierra RS500                 | 3338,140 km   | zählte zu keiner Meisterschaft            |
| 1990 | BMW M Team Schnitzer                | Fabien Giroix Johnny Cecotto Markus Oestreich                        | BMW M3 Sport Evo                  | 3247,920 km   | zählte zu keiner Meisterschaft            |
| 1991 | Nismo Zexel                         | Anders Olofsson David Brabham Naoki Hattori                          | Nissan Skyline GT-R               | 3587,980 km   | zählte zu keiner Meisterschaft            |
| 1992 | BMW Fina Bastos                     | Jean-Michel Martin Christian Danner Steve Soper                      | BMW M3 Sport Evo                  | 3560,220 km   | zählte zu keiner Meisterschaft            |
| 1993 | Roock Racing                        | Christian Fittipaldi Uwe Alzen Jean-Pierre Jarier                    | Porsche 911 RSR                   | 2154,904 km   | zählte zu keiner Meisterschaft            |
| 1994 | BMW Fina Bastos Team                | Alexander Burgstaller Thierry Tassin Roberto Ravaglia                | BMW 318i                          | 3625,960 km   | zählte zu keiner Meisterschaft            |
| 1995 | BMW Fina Bastos Team                | Joachim Winkelhock Peter Kox Steve Soper                             | BMW 320i                          | 3612,532 km   | zählte zu keiner Meisterschaft            |
| 1996 | BMW Fina Bastos Team                | Alexander Burgstaller Thierry Tassin Jörg Müller                     | BMW 320i                          | 3507,821 km   | zählte zu keiner Meisterschaft            |
| 1997 | BMW Fina Bastos Team                | Marc Duez Didier de Radiguès Éric Hélary                             | BMW 320i                          | 3372,680 km   | zählte zu keiner Meisterschaft            |
| 1998 | BMW Fina Bastos Team                | Marc Duez Alain Cudini Eric van de Poele                             | BMW 318i                          | 3344,807 km   | zählte zu keiner Meisterschaft            |
| 1999 | Team Peugeot Belgique Luxembourg    | Frédéric Bouvy Emmanuel Collard Anthony Beltoise                     | Peugeot 306 GTi                   | 3428,427 km   | zählte zu keiner Meisterschaft            |
| 2000 | Team Peugeot Belgique Luxembourg    | Frédéric Bouvy Kurt Mollekens Didier Defourny                        | Peugeot 306 GTi                   | 3330,870 km   | zählte zu keiner Meisterschaft            |
| 2001 | Larbre Compétition                  | Marc Duez Christophe Bouchut Jean-Philippe Belloc                    | Chrysler Viper GTS-R              | 3679,104 km   | FIA-GT-Meisterschaft                      |
| 2002 | Larbre Compétition                  | Sébastien Bourdais Christophe Bouchut David Terrien Vincent Vosse    | Chrysler Viper GTS-R              | 3679,104 km   | FIA-GT-Meisterschaft                      |
| 2003 | Freisinger Motorsport               | Stéphane Ortelli Marc Lieb Romain Dumas                              | Porsche 911 GT3 RSR               | 3327,613 km   | FIA-GT-Meisterschaft                      |
| 2004 | BMS Scuderia Italia                 | Luca Cappellari Fabrizio Gollin Lilian Bryner Enzo Calderari         | Ferrari 550 GTS Maranello         | 3888,144 km   | FIA-GT-Meisterschaft                      |
| 2005 | Vitaphone Racing Team               | Michael Bartels Timo Scheider Eric van de Poele                      | Maserati MC12 GT1                 | 4000,896 km   | FIA-GT-Meisterschaft                      |
| 2006 | Vitaphone Racing Team               | Michael Bartels Andrea Bertolini Eric van de Poele                   | Maserati MC12 GT1                 | 4092,961 km   | FIA-GT-Meisterschaft                      |
| 2007 | Carsport Holland                    | Mike Hezemans Fabrizio Gollin Jean-Denis Delétraz Marcel Fässler     | Chevrolet Corvette C6.R           | 3726,660 km   | FIA-GT-Meisterschaft                      |
| 2008 | Vitaphone Racing Team               | Michael Bartels Andrea Bertolini Eric van de Poele Stéphane Sarrazin | Maserati MC12 GT1                 | 4041,885 km   | FIA-GT-Meisterschaft                      |
| 2009 | PK Carsport                         | Mike Hezemans Kurt Mollekens Anthony Kumpen Jos Menten               | Chevrolet Corvette C6.R           | 3915,236 km   | FIA-GT-Meisterschaft                      |
| 2010 | BMS Scuderia Italia                 | Jörg Bergmeister Wolf Henzler Romain Dumas Martin Ragginger          | Porsche 997 GT3 RSR               | 3789,164 km   | zählte zu keiner Meisterschaft            |
| 2011 | Audi Sport Team WRT                 | Mattias Ekström Timo Scheider Gregory Franchi                        | Audi R8 LMS                       | 3817.180 km   | Blancpain Endurance Series                |
| 2012 | Sport Performance Cars Team Phoenix | Andrea Piccini René Rast Frank Stippler                              | Audi R8 LMS ultra                 | 3565.036 km   | Blancpain Endurance Series                |
| 2013 | HTP Motorsport                      | Maximilian Buhk Bernd Schneider Maximilian Götz                      | Mercedes-Benz SLS AMG GT3         | 3950,256 km   | Blancpain Endurance Series                |
| 2014 | Belgian Audi Club Team WRT          | René Rast Markus Winkelhock Laurens Vanthoor                         | Audi R8 LMS ultra                 | 3691,108 km 1 | Blancpain Endurance Series                |
| 2015 | BMW Sports Trophy Team Marc VDS     | Markus Palttala Lucas Luhr Nicky Catsburg                            | BMW Z4 GT3                        | 3754,144 km   | Blancpain Endurance Series                |
| 2016 | BMW Rowe Racing                     | Alexander Sims Philipp Eng Maxime Martin                             | BMW M6 GT3                        | 3719,124 km   | Blancpain GT Series Endurance Cup         |
| 2017 | Audi Sport Team Saintéloc           | Jules Gounon Markus Winkelhock Christopher Haase                     | Audi R8 LMS (2016)                | 3824,184 km   | Blancpain GT Series Endurance Cup         |
| 2018 | Walkenhorst Motorsport              | Tom Blomqvist Philipp Eng Christian Krognes                          | BMW M6 GT3                        | 3579,04 km    | Blancpain GT Series Endurance Cup         |
| 2019 | GPX Racing                          | Kévin Estre Richard Lietz Michael Christensen                        | Porsche 911 GT3 R                 | 2542,40 km 2  | Blancpain GT Series Endurance Cup         |
| 2020 | Rowe Racing                         | Laurens Vanthoor Nick Tandy Earl Bamber                              | Porsche 911 GT3 R                 | 3691,10 km    | GT World Challenge Europe - Endurance Cup |
| 2021 | Iron Lynx                           | Alessandro Pier Guidi Nicklas Nielsen Côme Ledogar                   | Ferrari 488 GT3 Evo 2020          | 3894,22 km    | GT World Challenge Europe                 |
| 2022 | AMG Team AKKodis ASP                | Raffaele Marciello Daniel Juncadella Jules Gounon                    | Mercedes-AMG GT3 Evo              | 3754,14 km 3  | GT World Challenge Europe                 |
| 2023 | Rowe Racing                         | Marco Wittmann Philipp Eng Nick Yelloly                              | BMW M4 GT3                        | 3761,148 km   | GT World Challenge                        |
| 2024 | Comtoyou Racing                     | Mattia Drudi Marco Sørensen Nicki Thiim                              | Aston Martin Vantage AMR GT3 Evo  | 3347,912 km   | GT World Challenge                        |
| 2025 | GRT Grasser Racing Team             | Mirko Bortolotti Luca Engstler Jordan Pepper                         | Lamborghini Huracán GT3 Evo 2     | 3845,196 km   | GT World Challenge                        |